# جيمس أ. موليغان
جيمس أ. موليغان (بالإنجليزية: James A. Mulligan)‏ هو ضابط أمريكي، ولد في 1829 في أوتيكا في الولايات المتحدة، وتوفي في 1864.